# Хамаг-монголы
Хамаг-монголы (монг. Хамаг Монгол) — средневековое объединение монгольских племён, основавших Всемонгольское государство. Хамаг-монголы стали ядром будущей монгольской нации.

## Этноним
В переводе с монгольского название «Хамаг Монгол» переводится как «Все Монголы». Как полагают исследователи, создав своё государство Хамаг монгол улус, монголы называли его «мунгу» — «Серебряное». В китайских текстах Хэй-да ши-люэ 1237 года говорится о том, что население Великой Монголии называло своё государство «Великой серебряной династией». Название «хамаг-монголы» в литературе может заменяться термином «коренные монголы».

## История

### Хайду
Первым правителем, сумевшим объединить разрозненные монгольские племена, согласно историческим хроникам, был Хайду, предок Чингисхана. Его стан находился юго-восточнее горы Хэнтэй, близ священных истоков Онона и Керулена. Как сообщают китайские хроники, семьи различных племён одна вслед за другой пришли к нему, ища покровительства, и число его подданных возрастало с каждым днём.
Когда не стало Хайду, первого монгольского хана, племена оказались поделёнными между тремя его сыновьями: Байшингор-Докшином, Чарахай-Линху и Чаочжин-Ортегаем.

### Взаимоотношения с империей Ляо

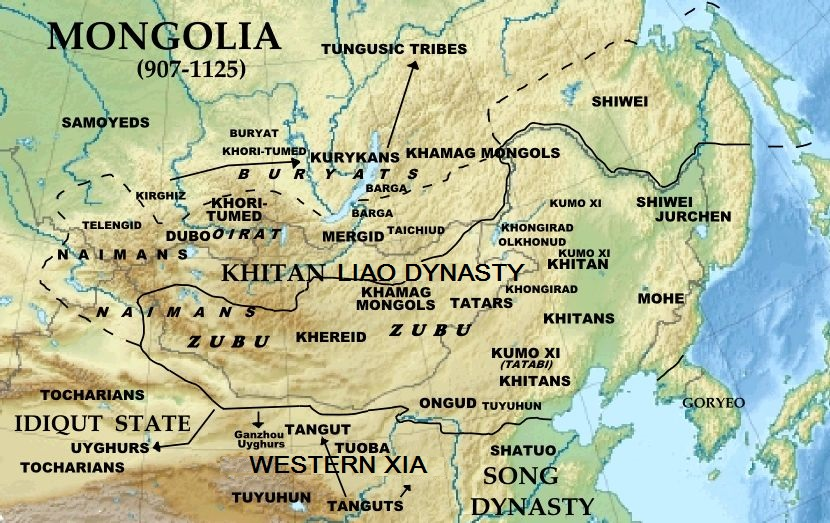
Хамаг-монголы и империя Ляо

При династии Ляо часть монгольской знати получила от киданей должности и титулы, такие, как линвэнь или сяовэнь — военачальников пограничных войск. В целом монголы были лояльны к Ляо, династии, этнически родственной, хотя некоторые монгольские племена, например джаджираты и меркиты, вели с киданями изнурительные войны и к 1094 году были сильно обескровлены.
После гибели Ляо монголы поддержали Елюй Даши, представителя утратившей своё государство династии, и выставили для него более чем десятитысячную армию. Поддержка монголами Елюй Даши, который хотя и не смог вернуть власть дому Елюй, но представлял постоянную угрозу для чжурчжэней, привела к дальнейшему конфликту между монголами и чжурчжэнями.

### Война с Цзинь

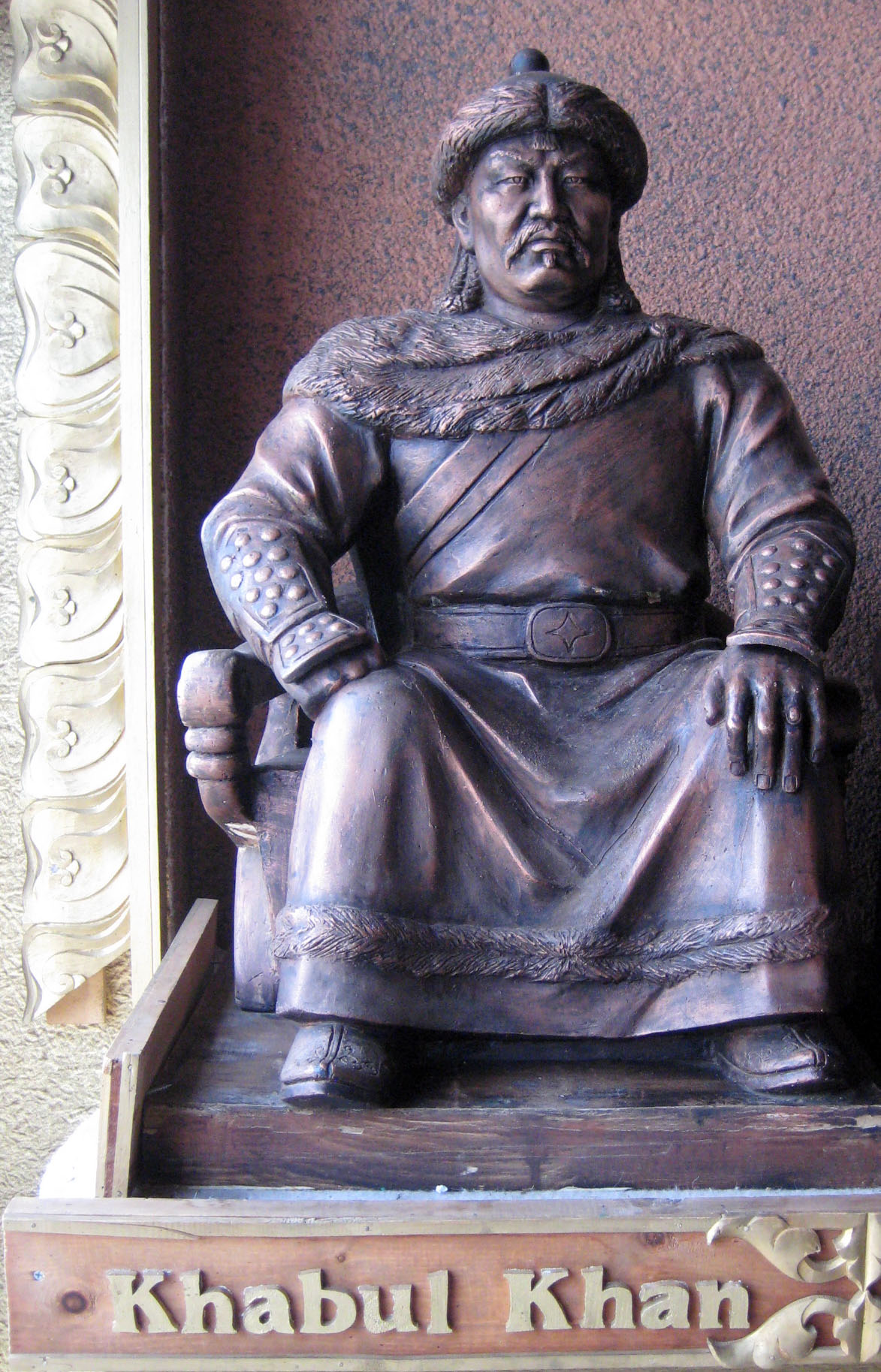
Хабул-хан

Как писал Л. Гамбис, «реальным основателем первого монгольского царства» — Хамаг монгол улуса был Хабул-хан. С 1135 по 1147 годы монголы ведут войну с Цзинь. Поводом для войны послужила попытка чжурчжэней убить правителя монголов Хабул-хана. Рашид ад-Дин сообщает, что сам Хабул-хан и все его дети «были богатырями, великими и пользующимися уважением людьми и царевичами». Война была успешной для монголов. В 1147 году между Цзинь и монголами был заключён мир. Цзиньские власти уступили монголам 17 укреплений к северу от реки Сининхэ, которая стала пограничной. С установлением мирных отношений с Цзинь, по некоторым данным, Хамаг монгол улус поставлял в государство чжурчжэней ежегодно 50 тыс. голов скота. Чжурчжэни отправляли монголам 50 тыс. доу зерновых и 300 тыс. кусков тонкого и 300 тыс. кусков грубого шёлка.
Согласно «Сокровенному сказанию», «всеми монголами ведал Хабул-хаган. После Хабул-хагана… стал ведать Амбагай-хаган». Амбагай-хаган имел титул «всенародного кагана и государя улуса». Рашид ад-Дин именует Хабул-хана «монгольским ханом», «государём и правителем своих племён и подчинённых». Как пишет Е. И Кычанов, древние монгольские правители носили титул каган (хаган); титул хан, равнозначный титулу каган, появился позже.
Хамаг монгол улус распался около 1160 года. Причиной распада явились вражда и война с татарами, искусно подогреваемые чжурчжэнями. В Хамаг монгол улусе после смерти Хабул-хана власть перешла не к его сыновьям, а к Амбагай-хагану, внуку Хайду и двоюродному брату прапрадеда Темучжина — Тумбинай-сечена.
Амбагай был пленён татарами и впоследствии казнён чжурчжэнями. После смерти Амбагая правил Хутула, сын Хабул-хана. Хутула-хаган отличался необыкновенной физической силой, «голос его был подобен голосу, достигающему до небосвода, а длань его подобна лапе трехгодовалого медведя». Хутула возглавил поход мести на Цзинь, в котором ему удалось одержать победу.
В дальнейшем, согласно Рашид ад-Дину, государём большинства монгольских племён был Есугей, отец Чингисхана, основавшего Монгольскую империю. В «Сокровенном сказании», Есугея именуют Есугай-Баатуром и Есугай-ханом. В 1266 году император династии Юань Хубилай посмертно дал Есугею титул Ле цзу шэнь юань хуанди — «Прославленный предок, божественный император».